# Marko Gujaničić
Marko Gujaničić (in serbo Марко Гујаничић?; Čačak, 10 settembre 1992) è un ex cestista serbo.